# Stardust (rymdsond)

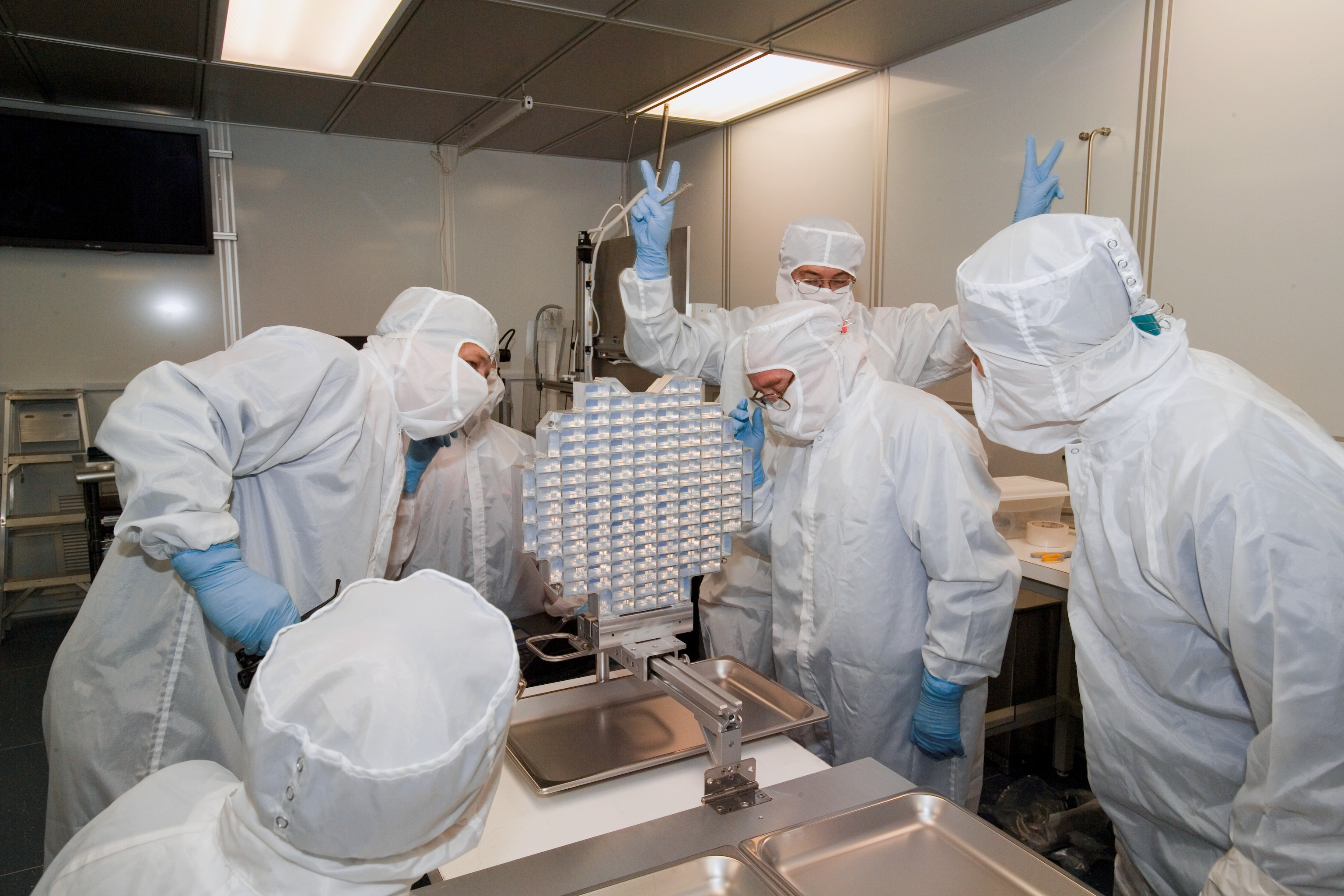
Stardust prover i Lyndon B. Johnson Space Center

Stardust är en amerikansk rymdfarkost i NASAs Discovery-program som sändes upp av från Cape Canaveral Air Force Station den 7 februari 1999. Dess huvuduppdrag var att samla in partiklar från kometen Wild 2:s svans. Den 15 januari 2006 släppte Stardust ner en kapsel i Utah som bland annat innehöll detta damm.
På sin väg mot Wild 2 flög rymdsonden även förbi asteroiden 5535 Annefrank.

## New Exploration of Tempel 1 (NExT)
I mars 2006 föreslogs en förlängning av rymdsondens uppdrag. Man föreslog att den skulle göra en förbiflygning av kometen Tempel 1. Tempel 1 har tidigare besökt av rymdsonden Deep Impact. I juli 2007 godkändes förlängningen av farkostens uppdrag. Den 15 februari 2011 flög den förbi Tempel 1.

### Fotnoter
1. ↑  ”NASA Space Science Data Coordinated Archive” (på engelska). NASA. https://nssdc.gsfc.nasa.gov/nmc/spacecraft/display.action?id=1999-003A. Läst 29 mars 2020.